# نيكول ماري لينز
نيكول ماري لينز (بالإنجليزية: Nicole Marie Lenz)‏ هي عارضة وممثلة أمريكية، ولدت في 24 يناير 1980 بكليفلاند في الولايات المتحدة.

## أعمال

### أفلام
- (2009) ماي سيستر كيبر[6][7][8]

## وصلات خارجية
- نيكول ماري لينز على موقع IMDb (الإنجليزية)
- نيكول ماري لينز على موقع إن إن دي بي (الإنجليزية)
- نيكول ماري لينز على موقع قاعدة بيانات الفيلم (الإنجليزية)